# Ça rend heureux
Ça rend heureux  est un film belge réalisé par Joachim Lafosse et sorti en 2006.

## Synopsis
Un cinéaste au chômage se lance dans le tournage d'un nouveau film, inspiré de ses proches et de sa vie quotidienne. Cependant les tensions s'accumulent avec les techniciens et les comédiens.

## Fiche technique
- Réalisation : Joachim Lafosse
- Scénario : Kris Cuppens, Mariet Eyckmans, Joachim Lafosse, Vania Leturcq, Fabrizio Rongione, Catherine Salée et Samuel Tilman
- Production :  Eklektik Productions et Lotus Productions
- Image : Jean-François Metz, Ana Samoilovich
- Montage : Sophie Vercruysse
- Durée : 85 minutes
- Dates de sortie :
  -  Suisse : 12 août 2006 (Festival de Locarno)
  -  Belgique : 27 septembre 2006
  -  France : 11 novembre 2006 (Festival du film d'Amiens)
  -  France : 20 juin 2007

## Distribution
- Fabrizio Rongione : Fabrizio
- Kris Cuppens : Kris
- Catherine Salée : Anne
- Mariet Eyckmans : Mariet
- Dirk Tuypens : Dirk
- Cédric Eeckhout : Cédric
- François Pirot : François
- Catherine Mestoussis : Catherine
- Isabelle Darras : Isabelle
- Kristof Coenen : Kristof
- Delphine Ysaye : Delphine
- Carine Peeters : Carine
- Jean-Benoît Ugeux : Jean-Benoît

## Critiques
Pour Télérama, le réalisateur exprime que « Le monde du cinéma est au bord du désenchantement », mais il « réussit pourtant à mettre dans son film de la tension, de l'émotion, du rire et le talent de comédiens qui, s'ils ne sont pas des vedettes, n'en brillent pas moins. ».

## Prix et distinctions

### Récompenses
- 2006 : Prix du Jury, Festival Premiers Plans d'Angers[2]
- 2006 : Prix du Public, Festival du film européen de Bruxelles[2]

### Nominations
- 2007 :  Nommé au Festival du film de Cabourg[3]
- 2007 :  Nommé au Festival du cinéma nordique de Rouen[3]